# Aliança Brasileira para Biocombustíveis de Aviação
A Aliança Brasileira para Biocombustíveis de Aviação (ABRABA) é uma associação formada pelas maiores companhias aéreas brasileiras, a fabricante de aviões Embraer, empresas de pesquisa de biocombustíveis e a União da Indústria de Cana-de-Açúcar visando ao desenvolvimento de biocombustíveis para aplicação da indústria aeronáutica. A iniciativa foi divulgada em 10 de maio de 2010, embora sua formalização tenha ocorrido no dia 6 do mesmo mês.

## Participantes
Empresas aéreas
- GOL
- TAM
- Azul
- TRIP

Empresas aeronáuticas
- Embraer

Empresas de pesquisa de biocombustíveis
- Algae Biotechnology
- Amyris Brasil

Outros
- União da Indústria de Cana-de-Açúcar (UNICA)
- Associação das Indústrias Aeroespaciais do Brasil